# Hans Bayerlein (Maler, 1889)

Ballett Le carnaval; Aquarell

Hans Bayerlein (* 4. Mai 1889 in Bamberg; † 5. März 1951 ebenda) war ein deutscher Maler und Zeichner.

## Leben
Bayerlein studierte von 1907 bis 1914 an der Münchner Akademie. Neben der Illustration von Büchern und der allgemeinen Malerei beschäftigte er sich auch mit der Kirchenmalerei.
1937 wurden in der Nazi-Aktion „Entartete Kunst“ aus der Städtischen Galerie Nürnberg sieben seiner Bilder beschlagnahmt und bis auf das Ölgemälde Arbeitslose (1931), dessen Verbleib ungeklärt ist, vernichtet.

## Werke
- mehrere Deckengemälde zur Bonifatius-Legende für die Pfarrkirche St. Bonifatius in Rannungen; in Anlehnung an einen Freskenzyklus in der Abtei St. Bonifaz (München).